# Délio Bazílio Leal
Délio Bazílio Leal foi um político brasileiro.
Foi o primeiro prefeito do município fluminense de Paracambi. Era primo do então governador Roberto Silveira, e teve grande influência no processo de emancipação do município, em 1960.
É nome de rua no centro de Paracambi.
Era pai do também ex-prefeito de Paracambi e ex-deputado estadual Délio Cesar Leal.